# Tipula kiritshenkoi
Tipula kiritshenkoi är en tvåvingeart som beskrevs av Evgenyi Nikolayevich Savchenko 1960. Tipula kiritshenkoi ingår i släktet Tipula och familjen storharkrankar. Inga underarter finns listade i Catalogue of Life.